# Bythinella beckmanni
Bythinella beckmanni is een slakkensoort uit de familie van de Hydrobiidae. De wetenschappelijke naam van de soort is voor het eerst geldig gepubliceerd in 2008 door A. Reischutz, P.L. Reischutz & W. Fischer.